# Kertész László (művészettörténész)
Kertész László (Budapest, 1960) magyar művészettörténész, kurátor.

## Életpályája
Az ELTE BTK művészettörténet szakán végzett. A Praesens közép-európai kortárs képzőművészeti folyóirat alapító szerkesztője 2002-ben. 2002-től a Képző- és Iparművészeti Lektorátus művészeti főtanácsadója, 2008-tól 2012-ig szakmai igazgatója, a Lektorátus 2008-tól működő public art programjának kezdeményezője és vezető kurátora, melynek célja egyrészt kistelepülésekre, falvakba szánt problémamegszólító művek, másrészt urbánus környezetbe tervezett alkotások megvalósítása. Elsősorban nem szobrok készültek, hanem olcsó anyagokból való, meghökkentő térelemek, melyek nagyvárosokban, Pécsett, Miskolcon, Egerben, Dunaújvárosban és Győrben jelentek meg az utcán.

## Munkássága
Szakterülete a köztéri művészet, a térhasználat és a plasztika. A köztéri szobrok egyik legfontosabb magyarországi szakértője, a szobrokról szellemi és intézményes értelemben gondolkodó szakember. Fontos számára a sokoldalú megközelítésmód. Számos kiállítást rendezett és nyitott meg. Kutatási eredményeit művészmonográfiákban összegezte Samu Géza, Varga Géza Ferenc, Orosz Péter, Húber András, Oláh Katalin Kinga, Birkás István, Bartl József munkásságáról.

## Monográfiák, tanulmánykötetek, katalógusok
- Fáskör: Samu Géza, Varga Géza Ferenc, Orosz Péter, Húber András. Budapest, Középeurópa Fényműhely, 2001
- Varga Géza Ferenc. Budapest, Magyar Napló Kiadó, Írott Szó Alapítvány, 2015
- Éghez ragadt művészet: Oláh Katalin Kinga szobrászművész portréja. Budapest, Magyar Napló Kiadó, Írott Szó Alapítvány, 2015
- Birkás István. Dunaújváros, Modern Művészetért Közalapítvány, 2017
- Köztéri szobrok kincsestára: válogatás a magyarországi köztéri plasztika 1945 utáni remekeiből. Budapest, Magyar Napló, Írott Szó Alapítvány, 2017
- Kortárs műgyűjtés. Kézikönyv művészetszeretőknek, műtárgyvásárlóknak, gyűjtőknek és befektetőknek. Budapest, Kortárs Műgyűjtő Akadémia, 2018, második bővített kiadás 2022
- A Képző- és Iparművészeti Lektorátus története 1963-tól 2007-ig, avagy Kultúrpolitikák és egy intézmény átváltozásai. Budapest, Magyar Nemzeti Galéria, 2019
- Beke László–Kertész László: Top 10: magyar kortárs: Hungarian contemporary: a Vaszary Galéria kiállítása: A Balatonfüreden, 2020. márc. 6 – 2021. jan. 10. között rendezett kiállítás katalógusa. Balatonfüred, Balatonfüred Kulturális Nonprofit Kft., 2020
- Deim Réka–Kertész László: Bartl. Szentendre, Ferenczy Múzeumi Centrum, 2024

## Szerkesztett kötetek
- Kertész László–Leposa, Zsóka (szerk.): Te itt áll: a Magyar Művelődési Intézet és Képzőművészeti Lektorátus public art programja, 2008. Budapest, Magyar Művelődési Intézet és Képzőművészeti Lektorátus. 2008
- Kertész László–Leposa Zsóka (szerk.): A mi kis falunk: a Magyar Művelődési Intézet és Képzőművészeti Lektorátus 2009. évi public art programja. Budapest, Magyar Művelődési Intézet és Képzőművészeti Lektorátus, 2010

## MTMT-publikációk
Magyar Tudományos Művek Tára – Kertész László adatlapja